# Roitzerhof

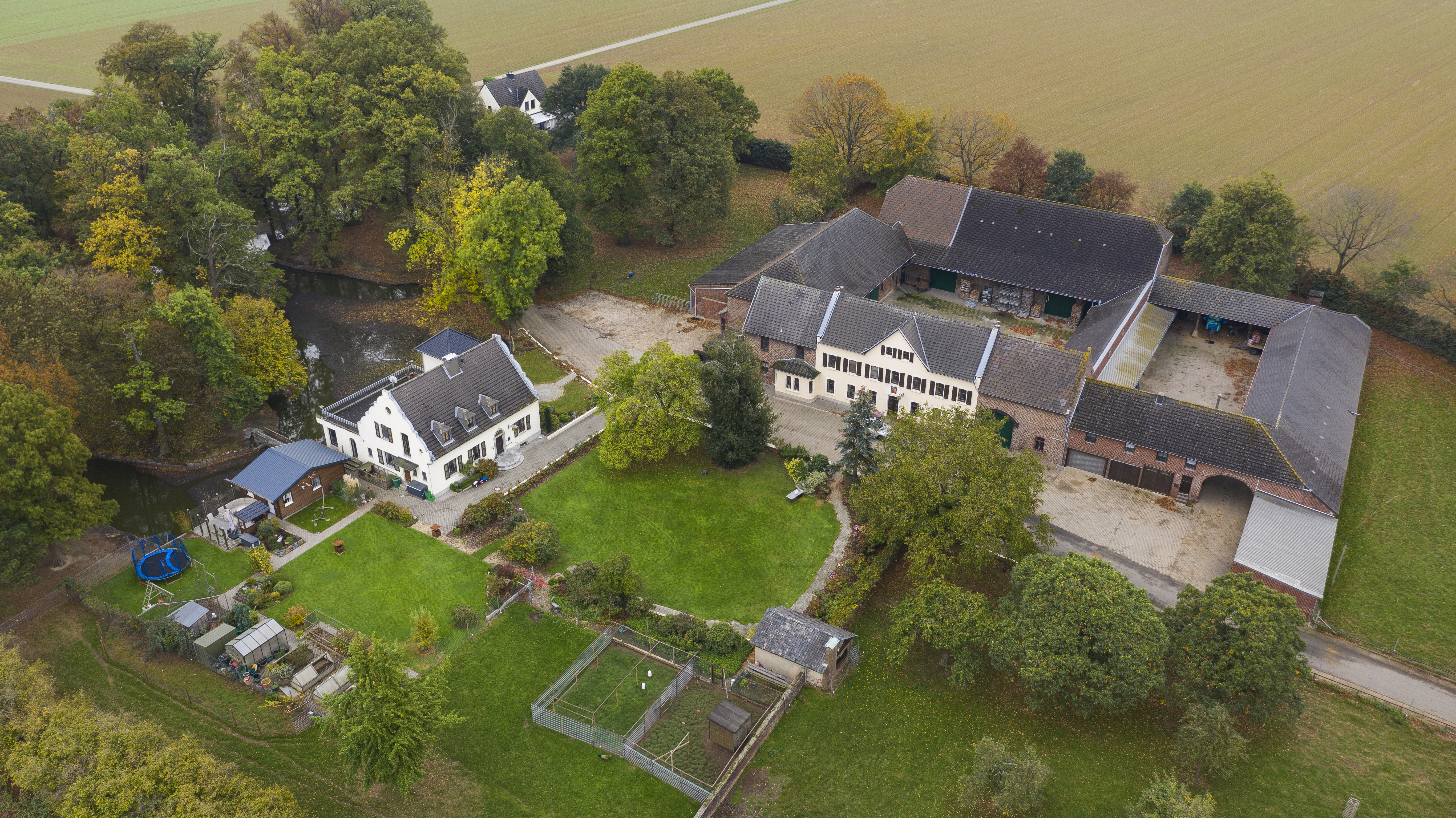
Der Roitzerhof

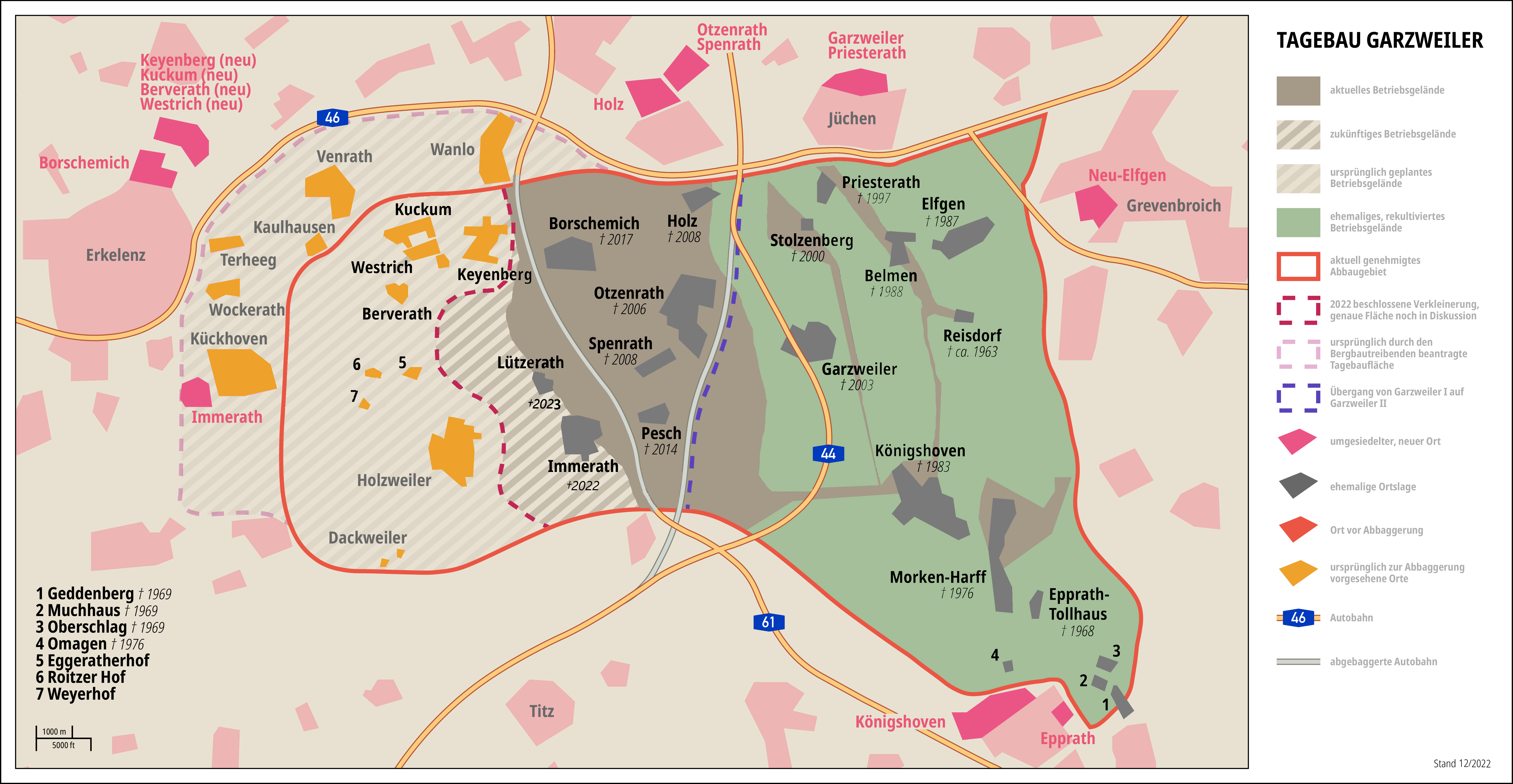
Lage des Roitzerhofes im Abbaugebiet Garzweiler

Der Roitzerhof ist einer der drei Feldhöfe um Holzweiler, einen Ortsteil von Erkelenz. Neben dem Roitzerhof sind dies der Eggeratherhof und der Weyerhof.
Der Roitzerhof wurde 1341 erstmals urkundlich erwähnt, hier wird die Anlage als Roydholts bezeichnet. Dieser Hofname deutet seine Entstehungsgeschichte als „Rodung im Holz“ an. Vermutlich war der Hof jahrhundertelang ein Rittergut mit Wassergraben, wie der benachbarte Eggeratherhof.
Das Herrenhaus und Wirtschaftsgebäude wurden nach einem Brand 1757 errichtet. Der Hof verfügt über einen alten Baumbestand und einen größeren Weiher. Das kleine, zweigeschossige Herrenhaus wird heute als Seminarzentrum genutzt.